# Five Live Yardbirds
Five Live Yardbirds är det brittiska bluesrockbandet The Yardbirds debutalbum, ett livealbum utgivet 1964. Det är inspelat under en konsert på Marquee Club i London samma år och producerades av Giorgio Gomelsky.

## Låtlista
Sida 1
1. "Too Much Monkey Business" (Chuck Berry) - 3:51
2. "Got Love If You Want It" (James Moore) - 2:40
3. "Smokestack Lightning" (Howlin' Wolf) - 5:35
4. "Good Morning Little Schoolgirl" (Sonny Boy Williamson) - 2:42
5. "Respectable" (O'Kelly Isley/Ronald Isley/Rudolph Isley) - 5:35

Sida 2
1. "Five Long Years" (Eddie Boyd) - 5:18
2. "Pretty Girl" (Bo Diddley) - 3:04
3. "Louise" (John Lee Hooker) - 3:43
4. "I'm a Man" (Bo Diddley) - 4:33
5. "Here 'Tis" (Bo Diddley) - 5:10

Bonusspår på 2003-utgåvan
1. "You Can't Judge a Book by Looking at the Cover" (Willie Dixon) – 2:56
2. "Let It Rock" (Berry) – 2:16
3. "I Wish You Would" (Billy Boy Arnold) – 5:53
4. "Who Do You Love?" (McDaniel) – 4:07
5. "Honey in Your Hips" (Keith Relf) – 2:27
6. "A Certain Girl" (Naomi Neville) – 2:17
7. "Got to Hurry" (O. Rasputin) – 2:47
8. "Boom Boom" (Hooker) – 2:24
9. "I Ain't Got You" (Calvin Carter) – 1:59
10. "Good Morning Little Schoolgirl" (Studioversion) – 2:44

## Medverkande

### Gruppmedlemmar
- Eric Clapton - gitarr
- Chris Dreja - kompgitarr
- Jim McCarty - trummor
- Keith Relf - munspel, sång
- Paul Samwell-Smith - bas

### Produktion
- Producent: Giorgio Gomelsky
- Ljudtekniker: Phillip Wood
- Ljudeffekter: Phillip Wood
- Digital remastering: Bill Inglot
- Fotografi: Richard Rosser
- Liner notes: Giorgio Gomelsky